# Francesco Pionati
Francesco Pionati (ur. 15 lipca 1958 w Avellino) – włoski dziennikarz i polityk, senator i deputowany.

## Życiorys
Z zawodu dziennikarz, od 1983 był związany z publicznym nadawcą radiowo-telewizyjnym RAI (pracującym w serwisie informacyjnym TG1). W 1987 został sprawozdawcą parlamentarnym, później zastępcą dyrektora działu politycznego. Współpracował z prasą codzienną, tj. „La Stampa” i inne. Zasiadał we władzach wykonawczych związku zawodowego dziennikarzy USIGRAI, powołano go także w skład komisji promującej kino włoskie przy ministrze kultury.
W wyborach w 2006 z ramienia Unii Chrześcijańskich Demokratów i Centrum został wybrany w skład Senatu XV kadencji. W przedterminowym głosowaniu dwa lata później uzyskał mandat posła do Izby Deputowanych XVI kadencji, który wykonywał do 2013.
Jesienią 2008 opuścił dotychczasowe ugrupowanie, opowiadając się za współpracą z rządem Silvio Berlusconiego. Stanął następnie na czele nowego ugrupowania pod nazwą Sojusz Centrum na rzecz Wolności. Został też później członkiem kierownictwa ugrupowania Noi con l’Italia.